# No Doubt (musikalbum)
No Doubt är No Doubts första studioalbum, utgivet den 11 mars 1992.

## Låtförteckning
1. "BND"   (Eric Stefani, Tony Kanal) - 0:45
2. "Let's Get Back"   (Gwen Stefani, E. Stefani, Kanal, Tom Dumont) - 4:11
3. "Ache"   (E. Stefani) - 3:48
4. "Get on the Ball"   (E. Stefani, G. Stefani) - 3:32
5. "Move On"   (E. Stefani, Kanal, Dumont, G. Stefani, Adrian Young) - 3:55
6. "Sad for Me"   (E. Stefani, G. Stefani) - 1:59
7. "Doormat"   (E. Stefani, Kanal, G. Stefani) - 2:26
8. "Big City Train"   (E. Stefani, Kanal, G. Stefani, Dumont) - 3:56
9. "Trapped in a Box"   (E. Stefani, Dumont, G. Stefani, Kanal) - 3:24
10. "Sometimes"   (Dumont, G. Stefani, E. Stefani, Kanal) - 4:29
11. "Sinking"   (E. Stefani) - 3:20
12. "A Little Something Refreshing"   (E. Stefani) - 1:18
13. "Paulina"   (E. Stefani, Gabriel Gonzalez II, Chris Leal) - 2:30
14. "Brand New Day"   (E. Stefani, Kanal) - 3:15

## Musiker
- Gwen Stefani – sång
- Tom Dumont – gitarr
- Tony Kanal – elbas
- Adrian Young – percussion, trummor

'Övriga personer:'
- Eric Carpenter - Saxofon
- Tom Dumont - Gitarr
- Don Hammerstedt - Trumpet
- Alex Henderson - Trombon